# Селашу-де-Сус
Селашу-де-Сус (рум. Sălașu de Sus) — село у повіті Хунедоара в Румунії. Адміністративний центр комуни Селашу-де-Сус.
Село розташоване на відстані 274 км на північний захід від Бухареста, 40 км на південь від Деви, 149 км на південь від Клуж-Напоки, 136 км на схід від Тімішоари, 148 км на північний захід від Крайови.

## Населення
За даними перепису населення 2002 року у селі проживали 580 осіб, з них 578 осіб (99,7%) румунів. Рідною мовою 579 осіб (99,8%) назвали румунську.